# Copelatus inaequalis
Copelatus inaequalis är en skalbaggsart som beskrevs av Sharp 1882. Copelatus inaequalis ingår i släktet Copelatus och familjen dykare. Inga underarter finns listade i Catalogue of Life.